# Petersen Automotive Museum
El Petersen Automotive Museum es un museo automovilístico situado en el Wilshire Boulevard, en el barrio Miracle Mile de Los Ángeles (Estados Unidos). Uno de los museos automovilísticos más grandes del mundo, el Petersen Automotive Museum es una organización sin ánimo de lucro especializada en la historia de la automoción y en los programas educativos relacionados.

## Historia
Fundado el 11 de junio de 1994 por el editor de revistas Robert E. Petersen y su esposa Margie, el museo, que costó 40 millones de dólares, es propiedad de la Petersen Automotive Museum Foundation. El museo estaba situado originalmente dentro del Museo de Historia Natural del Condado de Los Ángeles, y posteriormente se trasladó a unos antiguos grandes almacenes diseñados por Welton Becket. Inaugurado en 1962, este edificio sirvió inicialmente como sucursal de la cadena japonesa de grandes almacenes Seibu; posteriormente funcionó como unos grandes almacenes Ohrbach's desde 1965 hasta 1986. Unos años después de que cerrara Ohrbach's, Robert Petersen escogió este edificio prácticamente sin ventanas por ser un lugar ideal para instalar un museo, al permitir que se muestren objetos sin exponerlos directamente a la luz solar.
En abril de 2011 el museo recibió una donación de 100 millones de dólares de Margie Petersen y la Margie & Robert E. Petersen Foundation, que incluía efectivo y el edificio que el museo estaba alquilando, así como muchos de los vehículos de los Petersen. En 2015, el museo fue sometido a una ambiciosa renovación que costó 125 millones de dólares. La fachada del edificio fue rediseñada completamente por el estudio de arquitectura Kohn Pedersen Fox; la nueva fachada está compuesta por cintas curvas de acero inoxidable y tiene 100 toneladas de acero tipo 304 del calibre 14 en 308 secciones, 25 soportes y 140 000 tornillos diseñados a medida. Los diseñadores de The Scenic Route configuraron los espacios interiores para que pudieran albergar exposiciones cambiantes. Tras su remodelación, el museo abrió al público el 7 de diciembre de 2015.

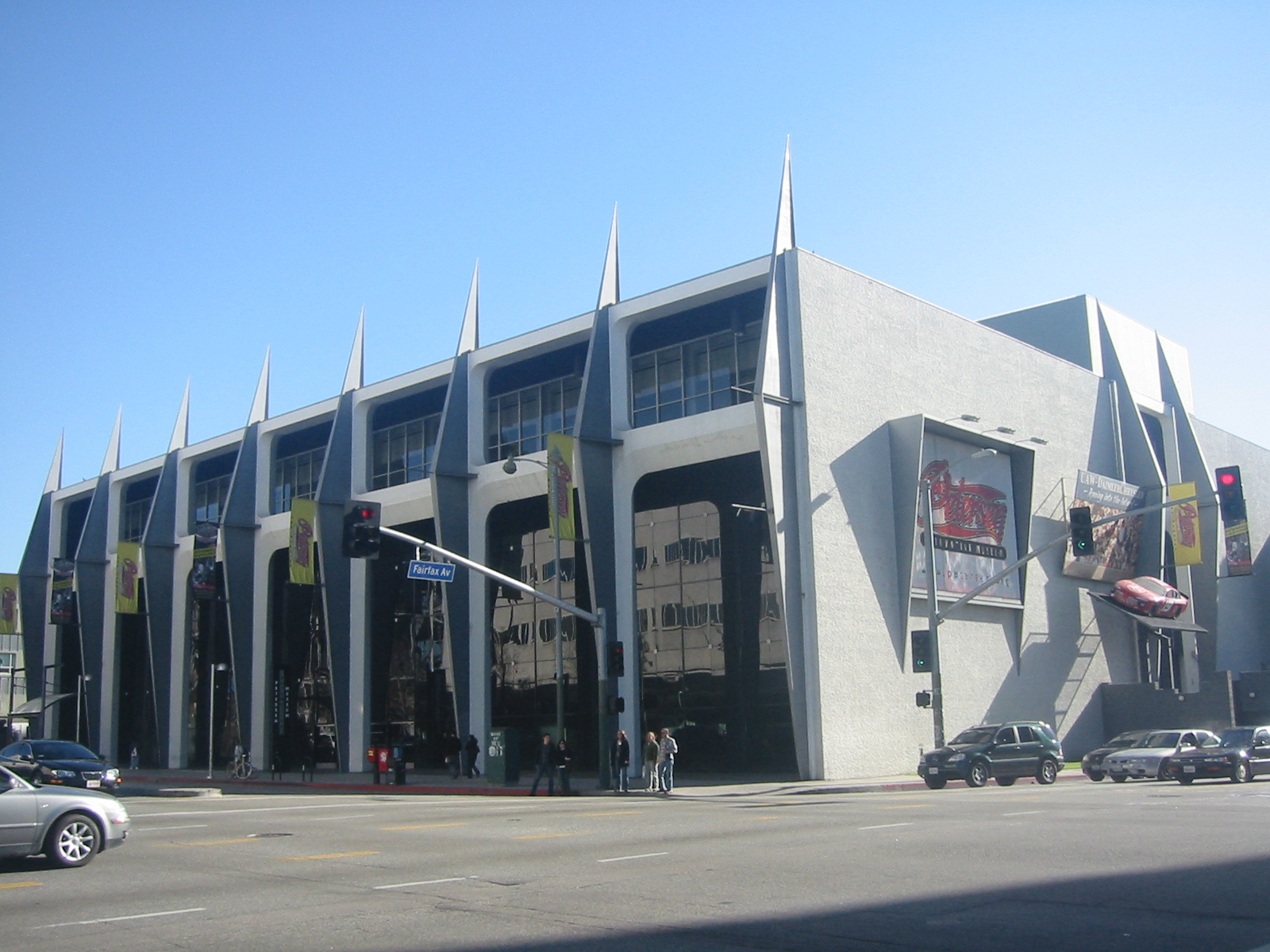
El museo antes de su renovación de 2015.
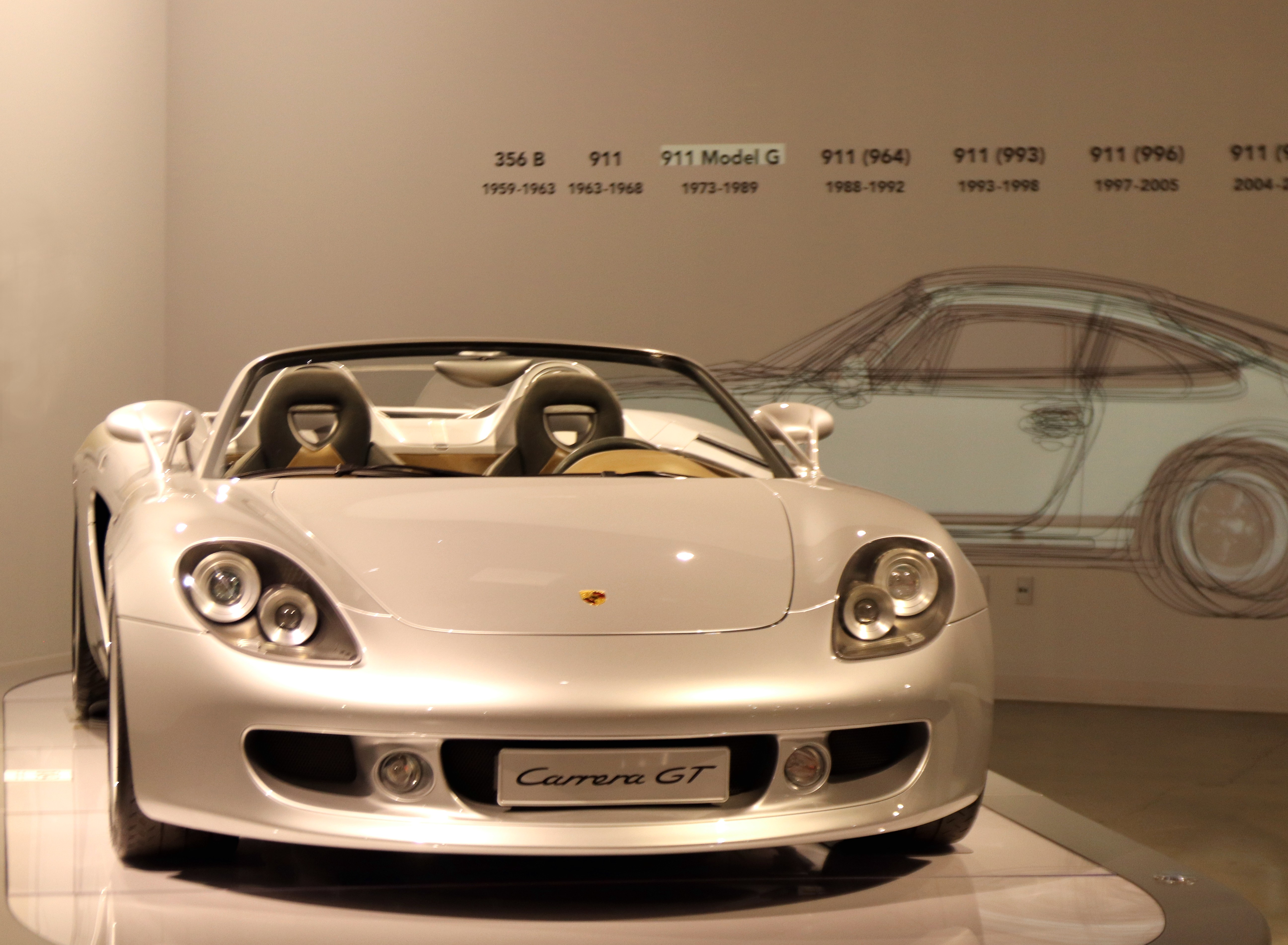
Prototipo del Porsche Carrera GT en el museo.
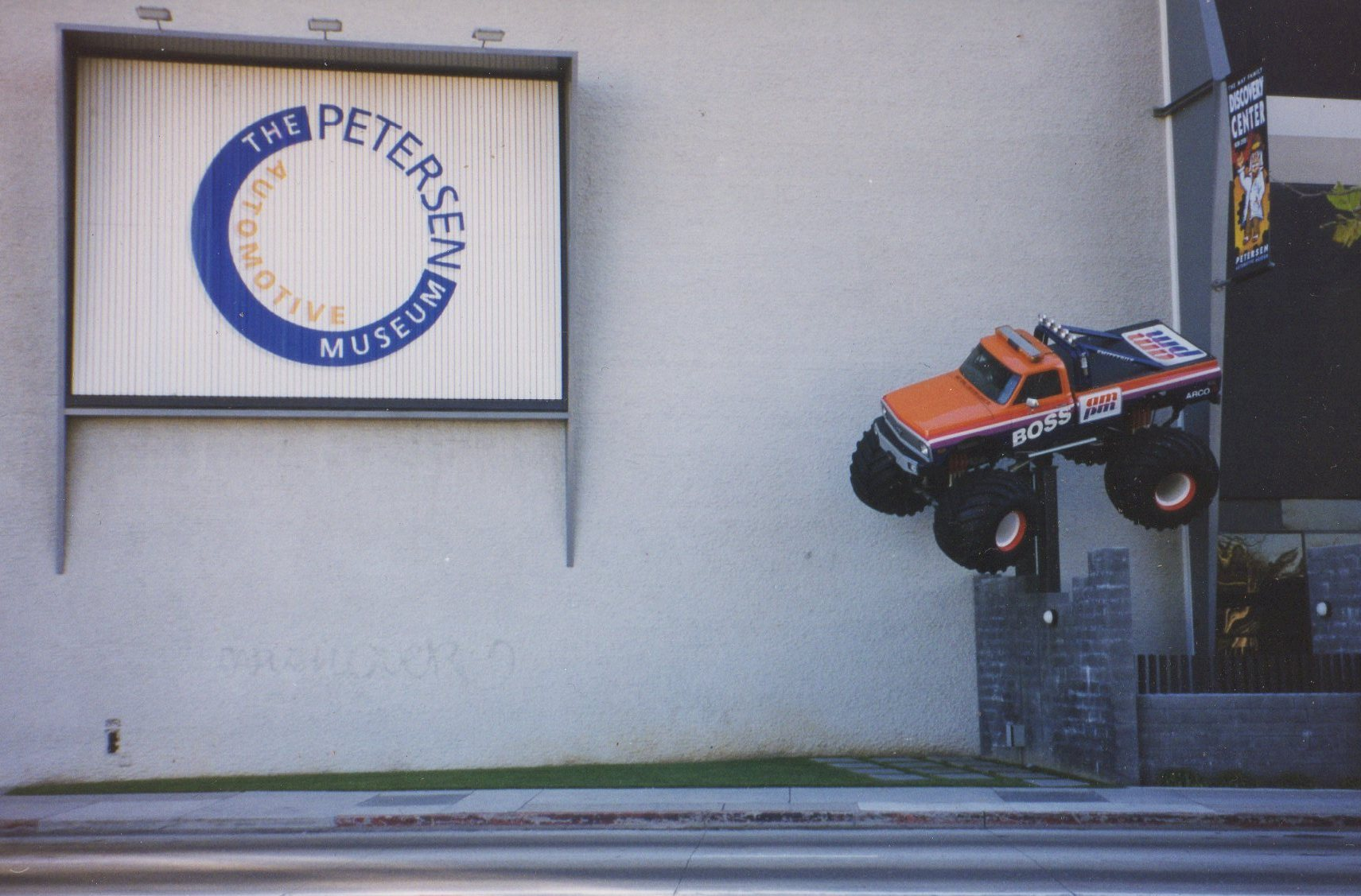
Un camión monstruo a escala colgando de una pared del museo antes de su renovación.

## Colecciones

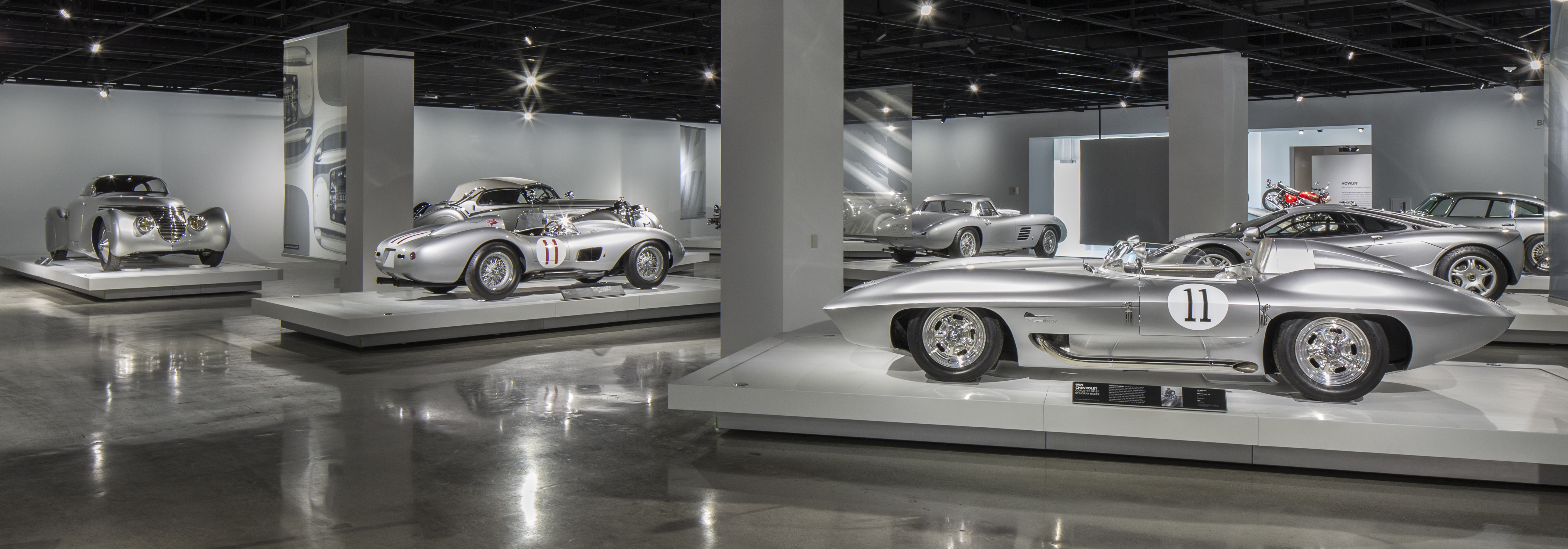
La exposición Precious Metal en 2015.

El museo tiene más de cien vehículos expuestos en sus veinticinco galerías. Otros tantos vehículos están guardados en una cámara en el sótano del edificio. Para poder ver la colección del sótano hay que pagar una entrada adicional y solo se permite el acceso a mayores de doce años. La planta baja se centra en el arte del automóvil, mostrando una serie de extravagantes vehículos. La segunda planta está dedicada principalmente a la ingeniería industrial, incluido el diseño y las prestaciones, y contiene una colección de exhibiciones interactivas. Las exposiciones especiales de esta planta tratan sobre las carreras, las motocicletas, los hot rods y los vehículos tuneados. Por último, la tercera planta relata la historia de la automoción, prestando especial atención a la cultura automovilística del Sur de California.
Algunos de los vehículos y objetos expuestos son:
- Una extensa exposición de Porsche, que incluye uno de los solo dos Porsche 64 de 1939 que se conservan.
- Una exposición sobre la historia de la industria automotriz japonesa, con muchos vehículos procedentes de colecciones japonesas.
- Una exposición sobre coches de carreras para niños con motor.
- El Herbie usado en la grabación de Herbie: Fully Loaded y el Honda S2000 rosa de Suki de 2 Fast 2 Furious.
- El Rayo McQueen de las películas de Disney Pixar Cars y Cars 2.
- Un Ford GT40 Mk III de 1967.
- Un Jaguar XKSS de 1956 que fue propiedad de Steve McQueen.
- Un Ford Fiesta de 2011 que apareció en la Gymkhana 3 de Ken Block.
- El Batmobile de 1992 de Batman Returns.
- El Ferrari 308 GTS Targa usado por Tom Selleck en Magnum, P.I., que tuvo que ser adaptado para que Tom Selleck, de 1.93 m de altura, cupiera cómodamente bajando el asiento del conductor.
- Un De Tomaso Pantera que perteneció a Elvis Presley.
- La máquina del tiempo DeLorean de la saga Back to the Future.
- Un Plymouth XNR fabricado por Gotham Garage en Car Masters: Rust to Riches.[9]

## En la cultura popular
El 9 de marzo de 1997, después de celebrar una fiesta en el museo, The Notorious B.I.G. se subió a un SUV con su séquito y condujo unos 50 metros hasta un semáforo en rojo donde un asaltante desconocido le asesinó.
Los grandes almacenes Ohrbach's aparecen en una larga secuencia de la película de 1988 Miracle Mile.
El museo es destruido por una colada de lava en la película de 1997 Volcano.
En una escena del documental Who Killed the Electric Car?, el antiguo propietario de un General Motors EV1 visita su automóvil en el museo.
El 10 de marzo de 2019, Adam Carolla celebró el décimo aniversario de su podcast The Adam Carolla Show en el museo.